# 謝忠
謝忠（1471年—？），字汝正，浙江绍兴府上虞縣人，民籍，明朝政治人物。

## 生平
浙江鄉試第五十三名舉人。弘治十二年（1499年）中式己未科會試第一百五十名，二甲第二十二名進士。授工部主事，升郎中，正德八年（1513年）正月升湖广布政司右参议，九年正月考察以不謹冠带闲住。

## 家族
曾祖謝琬，知府；祖謝麟；父謝謙。母許氏；继母赵氏。具庆下。